# Josip Plemelj
Josip Plemelj (Bled, 11 dicembre 1873 – Lubiana, 22 maggio 1967) è stato un matematico sloveno, i cui principali contributi furono dati alla teoria delle funzioni di variabili complesse e all'applicazione delle equazioni integrali alla teoria del potenziale. Fu il primo rettore dell'Università di Lubiana.